# Paul Reclus (anarchiste)
Ne doit pas être confondu avec son oncle, Paul Reclus, né en 1847.
Pour les articles homonymes, voir Reclus.
Paul Reclus, né le 25 mai 1858 à Neuilly-sur-Seine (Seine) et mort le 19 janvier 1941 à Montpellier (Hérault) est un ingénieur et professeur, militant anarchiste partisan du communisme libertaire.
Lors de la Première Guerre mondiale, il est l’un des signataires du Manifeste des Seize rassemblant les libertaires partisans de l'Union sacrée face à l'Allemagne.

## Biographie
Fils d'Élie Reclus et de Noémi Reclus, les premières années de sa vie se passent dans la famille Reclus.
En 1871, après l'écrasement de la Commune de Paris, il se cache un temps avant de rejoindre la Suisse avec ses parents.
Intellectuel brillant, en octobre 1877 il est reçu 4e sur 220 admis à l'École centrale Paris, où il obtient son diplôme d’ingénieur en 1880 (4e sur 115 lauréats, 2e en mécanique). Ce titre l’amène à exercer sa profession dans diverses entreprises (fabrique de parapluies à Paris, mines de Bessèges dans le Gard, Soudières de Varangeville, usine d’explosifs à Sevran, fabrique de couverts dans les Vosges et, en fin de « carrière », Compagnie Lorraine des Charbons et Lampes (Moselle). Son parcours est loin d’être linéaire. Les interruptions sont fréquentes pour cause... de militantisme, car Paul est, comme son père et son oncle, un anarchiste convaincu et actif. Il est jugé d’après une note de police « d’autant plus à craindre qu’il est plus intelligent ».
Propagandiste anarchiste, partisan de la reprise individuelle et de la propagande par le fait, il justifie ainsi sa position : « Dans notre société actuelle, le vol et le travail ne sont pas d’essence différente. Je m’élève contre cette prétention qu’il y a un honnête moyen de gagner sa vie, le travail ; et un malhonnête, le vol ou l’estampage. [...] Comme producteur, nous cherchons à obtenir le plus possible de notre travail ; comme consommateur, nous payons le moins cher possible, et de l’ensemble de ces transactions, il résulte que tous les jours de notre vie, nous sommes volés et que nous volons. [...] L’activité de la vie que nous rêvons est également éloignée de ce qu’on nomme aujourd’hui le travail et de ce qu’on nomme le vol : on prendra sans demander et cela ne sera pas le vol, on emploiera ses facultés et son activité et cela ne sera pas le travail. » (La Révolte, no 9, 21-27 novembre 1891).
En 1885, il épouse Marguerite Wapler à la mairie du 5e arrondissement de Paris. Elle finance l'attentat de l'Assemblée nationale pendant l'Ère des attentats (1892-1894).

### Exil: Londres et Bruxelles
En 1894, après le vote des Lois scélérates, il est inculpé dans le Procès des Trente.
Il fuit la France et se réfugie à Londres où il vit un temps dans une communauté libertaire. Il fréquente Kropotkine, Malatesta, Warlaam Tcherkesoff. Son nom figure, en 1894, sur une liste d’anarchistes établie par la police des chemins de fer en vue de la « surveillance aux frontières ». Il a été inculpé à l'occasion du « Procès des Trente ». Son amitié avec l'architecte fondateur pour le logement social en France Georges Guyon lui permet d'aller incognito à Londres. Puisqu'il emprunte le passeport en changeant la dernière lettre du nom de famille de son ami « Guyon » en « Guyou ». Aussi le surnom de Paul Reclus reste-t-il « Georges Guyou ».
En 1903, à la demande d'Élisée Reclus, il s'établit en Belgique pour l'aider à terminer l'édition de L'Homme et la Terre, « publiée après sa mort (1905-1908) sous le contrôle vigilant de son neveu Paul Reclus ».
En juillet 1905, suivant le désir formel de son oncle Élisée Reclus, il est le seul à suivre le cercueil dans le cimetière d'Ixelles. Il prend la suite de son oncle comme directeur de l'Institut géographique de l'Université nouvelle de Bruxelles.
Autorisé à rentrer en France dès 1905, il s'y installe à nouveau en 1914, en raison de l'invasion de la Belgique par l'Allemagne. Il est l'un des signataires du Manifeste des Seize qui condamne l’agression allemande.
En 1925, il fonde, avec Marc Pierrot, la revue anarchiste Plus loin où, en avril 1938, dans un article titré « Synthèse d’un inconnu », il définit son communisme libertaire : « réunissant ainsi le communisme des choses avec la liberté individuelle des hommes. Nous comprenons par là une organisation efficiente dès la cellule initiale, une mise en commun du matériel, une coopération dans le travail, une répartition des produits selon les besoins et les disponibilités, un développement de la personnalité. En somme, un déplacement de la lutte pour la vie vers une sphère plus élevée. Au lieu de menacer les sources mêmes de l’existence, la lutte s’engagera dans l’artisanat, l’art, la littérature, la science et la pensée. »
Après la Révolution sociale espagnole de 1936, il participe à l'association Solidarité internationale antifasciste (SIA).
Son fils cadet, né à Paris après la fuite de Paul vers Londres en 1894, est le militant anarchiste et sinologue Jacques Reclus (1894-1984).

## Œuvres
- Les Frères Élie et Élisée Reclus ou du protestantisme à l’anarchisme, Paris, Les Amis d’Élisée Reclus, 1964, 209p[12],[13].
- Synthèse d’un inconnu, Plus loin, no 156, avril 1938.
- Il contribue à l'Encyclopédie anarchiste, initiée par Sébastien Faure, publiée en quatre volumes, entre 1925 et 1934[14] : Organisation (communale).
- Plus loin que la politique, l'organisation communale, Genève, éd. Héros-Limite, 2020, 208 p.

### Avec Élisée Reclus
- D'un atlas à échelle uniforme, 1896-1897[15].